# Feria taurina del Corpus Christi de Granada
La Feria taurina del Corpus Christi, tiene lugar durante la Feria del Corpus de Granada. Es el ciclo de festejos taurinos que se celebran anualmente en la Plaza de toros de Granada con motivo de las fiestas de la ciudad y que se realizan en las fechas de la festividad litúrgica del Corpus Christi.
La Feria del Corpus no tiene una fecha fija puesto que se adapta al calendario litúrgico de la Iglesia católica, celebrándose entre la segunda quincena del mes de mayo y el mes de junio. Por esta razón, en ocasiones la feria granadina ha coincidido con otro ciclos como el de San Isidro, en Madrid, y también en Toledo donde se celebran toros en esta misma fecha.
El número de espectáculos taurinos que se celebran en la Feria del Corpus ha variado a lo largo de la historia, dependiendo de la situación socioeconómica de la ciudad; realizándose entre diez y cuatro festejos, entre corridas de toros, corridas de rejones y novilladas.

## Historia

### Orígenes
En Granada existieron precedentes de celebración de "juegos de toros y cañas" en época musulmana, durante el reinado de Boabdil. Sin embargo, no fue hasta la reconquista de la Ciudad, en 1492, cuando los Reyes Católicos introdujeron la celebración de la Fiesta del Corpus, estableciéndose una serie de festejos y costumbres que perduran hasta la actualidad. El historiador local Francisco de Paula Valladar asegura que "desde remota época, aparecen enlazadas las corridas de toros con las fiestas granadinas", especialmente con las Corpus Christi.
Las primeras referencias que otorga Valladar son de 1594, cuando Felipe II autorizaba al "Presidente y Oidores de la Audiencia para hacer ciertos gastos [...] 'quando auia fiestas de toros'". En referencia a la vivienda que estos y otras autoridades de la ciudad tenían en el conocido como la Casa de los Miradores, y que fue realizada por el arquitecto y escultor Diego de Siloé.

### Lugares de celebración
A lo largo de la historia de Granada, los festejos taurinos se han celebrado en distintos enclaves. Hasta finales del siglo XVIII no existió en la ciudad una plaza de toros de fábrica ni tampoco existió una única entidad organizadora. Por esta razón, desde los siglos XVI y hasta la construcción de la Plaza de toros de la Real Maestranza de Caballería de Granada, los toros en la ciudad se habían celebrado en la Plaza de Bib-Rambla, junto a la Puerta de Elvira, en la Plaza del Humilladero o la Alhambra.
Desde 1769 y 1876, los festejos taurinos de la ciudad se celebraron en la plaza propiedad de los maestrantes de Granada. Tras la destrucción del coso, los distintos eventos relacionados con la tauromaquia se celebraron en el Campo del Triunfo, en la conocida como Plaza de toros de Álvarez o Plaza de toros del Triunfo. Un coso que pervivió desde finales del siglo XIX y hasta los años cuarenta del siglo XX.
En 1928, con la inauguración de la nueva Plaza de toros de Granada, las principales corridas de toros tenían lugar en este enclave aunque simultaneaban con otros eventos en la Plaza de Álvarez. Tras la Guerra Civil y hasta la actualidad, todos los eventos taurinos de la ciudad se celebran en este coso.  

## Temporadas
- Temporada 2017 de la Feria taurina del Corpus
- Temporada 2018 de la Feria taurina del Corpus
- Temporada 2019 de la Feria taurina del Corpus
- Temporada 2020 de la Feria taurina del Corpus